# Землекоп світлочеревий

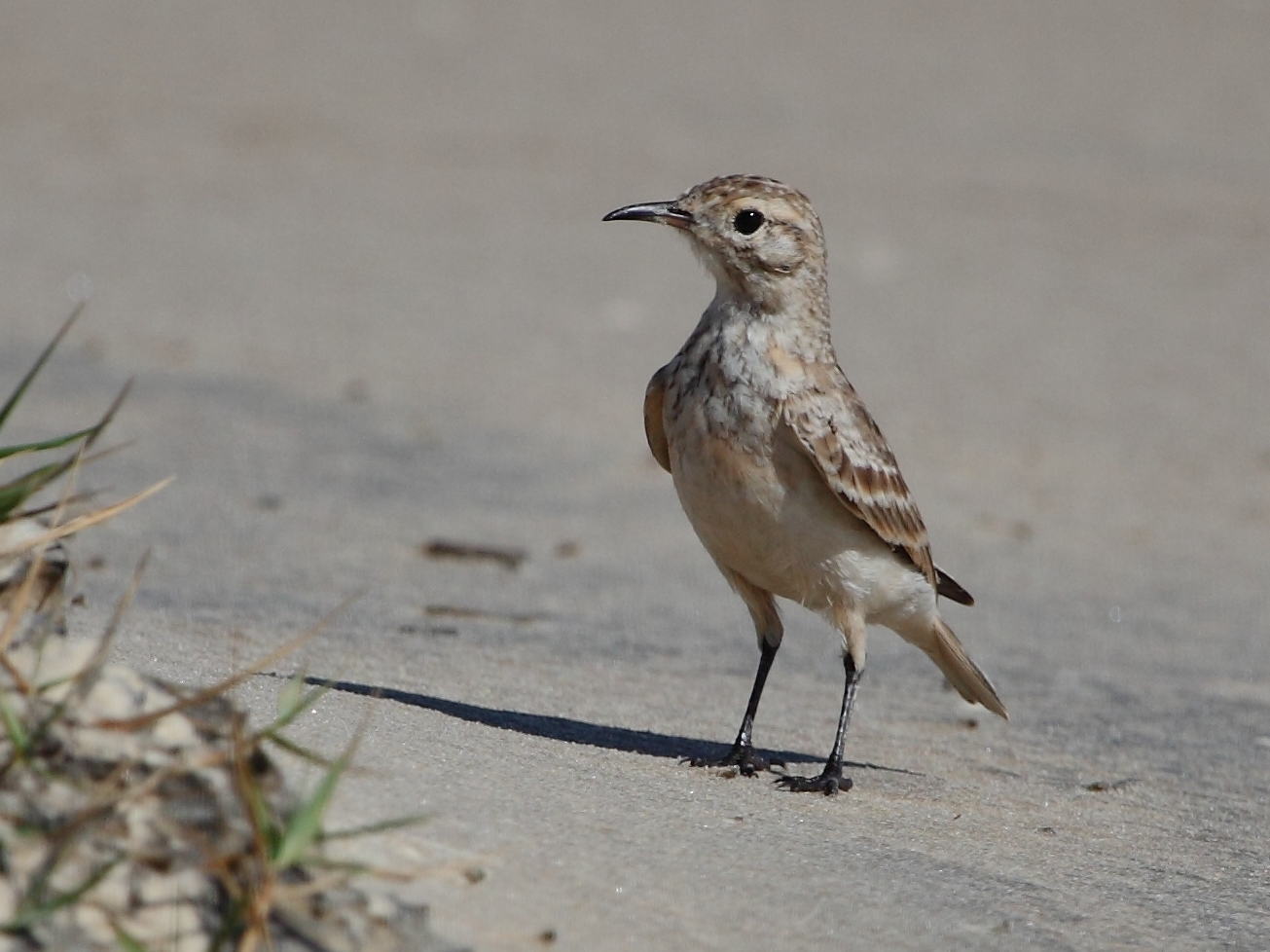
Світлочеревий землекоп (Бразилія)

Землекоп світлочеревий (Geositta cunicularia) — вид горобцеподібних птахів родини горнерових (Furnariidae). Мешкає в Південній Америці.

## Опис
Довжина птаха становить 14-17 см, вага 20-35 г. Довжина крила становить 9 см, довжина хвоста 5 см. Забарвлення різниться в залежності від підвиду. Верхня частина тіла переважно коричнювата, нижня частина тіла переважно бліда, поцяткована світлими смужками. Над очима світлі "брови", скроні темні, на крилах рудувата смуга. Хвіст темний, біля основи охристий, крайні стернові пера можуть мати жовтуватий відтінок. Дзьоб довгий, вигнутий, чорнувато-сірий. Лапи чорнувато-коричневі, очі темно-карі. 

## Підвиди
Виділяють дев'ять підвидів:
- G. c. juninensis Taczanowski, 1884 — центральне Перу (Хунін, Уанкавеліка);
- G. c. titicacae Zimmer, JT, 1935 — південне Перу (від Аякучо до Пуно), Болівія (від Ла-Пасу і Кочабамби до Потосі), північне Чилі (Тарапака) і північно-західна Аргентина (від Жужуя до Мендоси);
- G. c. frobeni (Philippi & Landbeck, 1864) — західні схили Анд на півдні Перу (від Арекіпи до Такни);
- G. c. georgei Koepcke, 1965 — узбережжя південного Перу (від Ікі на південь до західної Арекіпи);
- G. c. deserticolor Hellmayr, 1924 — узбережжя південного Перу (південна Арекіпа) та північного Чилі (на південь до Атаками);
- G. c. fissirostris (Kittlitz, 1835) — центральне Чилі від узбережжя до передгір'ів Анд (від Атаками на південь до Лос-Лагоса));
- G. c. contrerasi Nores & Yzurieta, 1980 — захід центральної Аргентини (Сьєррас-Грандес[es], Кордова);
- G. c. hellmayri Peters, JL, 1925 — Анди в центрі Чилі (Арауканія) та на південному заході Аргентини (від центрального Неукена до північно-західного Чубута), можливо, також на заході Аргентини (від Сальти і Тукуману на південь до Мендоси);
- G. c. cunicularia (Vieillot, 1816) — рівнини на сході Аргентини (на південь від південної Кордови і південного Коррієнтесу), на крайньому південному сході Бразилії (південно-східна Санта-Катарина, Ріу-Гранді-ду-Сул) в Уругваї та на півдні Чилі (від Айсена на південь до Вогняної Землі).

## Поширення і екологія
Світлочереві землекопи мешкають в Перу, Болівії, Аргентині, Чилі, Бразилії і Уругваї. Вони живуть на відкритих рівнинах, на луках і пасовищах. Зустрічаються на висоті до 5000 м над рівнем моря.

## Поведінка
Світлочереві землекопи зустрічаються поодинці, парами, в негніздовий період невеликими зграйками. Ведуть переважно наземний спосіб життя. Живляться перевадно безхребетними, іноді насінням. Гніздяться в норах глибиною до 3 м, які викопують самостійно. Сезон розмноження триває з серпня по грудень, в кладці від 2 до 3 білих яєць розміром 24×18 мм. Яйця відкладаються в гніздовій камері, встеленій травою, в кінці нори. Інкубаційний період триває 18 днів, пташенята покидають нору через 18-20 днів після вилуплення. За пташенятами доглядають і самиці, і самці. За сезон може вилупитися до двох виводків.